# Kollaps
Albums de Einstürzende Neubauten
Stahlmusik
(1980) Zeichnungen des Patienten O. T.
(1983)
Kollaps (« Effondrement » ou « Chute » en allemand) est un album du groupe Einstürzende Neubauten, sorti en 1981.

## L'album
Le groupe décide d'enregistrer l'album le plus inaudible de tous les temps. L'album débute par la vibration d'un tourne-disque cassé, les percussions sont faites de tuyaux en métal, des foreuses interviennent ainsi que des débris de verre... des cris accompagnent des moments de calme. Le tout crée une angoisse apocalyptique.
Sur le morceau Kollaps, Blixa Bargeld chante « Il y a peu de temps avant la chute, seulement trois ans» citant 1984 de George Orwell et rappelant qu'Einstürzende Neubauten était un groupe très jeune à la sortie de l'album.
Le morceau Jet'm est une reprise de Je t'aime… moi non plus de Serge Gainsbourg. La jaquette sur l'envers de l'album est une parodie de la jaquette d'Ummagumma qui montre l'équipement des Pink Floyd entassé sur la route à côté de leur camionnette.

## Accueil critique
Depeche Mode ou encore Nine Inch Nails ne se cachent pas de l'influence qu'eut cet album sur leur musique.
Trouser Press décrit l'album comme une des plus choquantes visions jamais enregistrées en vinyle. L'album fait partie des 1001 albums qu'il faut avoir écoutés dans sa vie.
Stewart Mason d'AllMusic décrit Kollaps comme la publication la plus primitive et radicale du groupe et comme un album significatif dans l'histoire de la musique, qui crée toujours la stupeur des décennies après sa sortie.

### Titres
1. Tanz Debil (3:19)
2. Steh auf Berlin (3:45)
3. Negativ Nein (2:24)
4. U-Haft-Muzak (3:47)
5. Draußen ist Feindlich (0:47)
6. Schmerzen Hören (Hören mit Schmerzen) (2:32)
7. Jet'm (1:24)
8. Kollaps (8:03)
9. Sehnsucht (1:21)
10. Vorm Krieg (0:20)
11. Hirnsäge (1:55)
12. Abstieg & Zerfall (4:28)
13. Helga (0:11)

Titres supplémentaires disponibles sur la réédition
1. Schieß euch ins Blut – 3:06
2. Negativ Nein[5] – 4:37
3. Rohrbombe – 1:02
4. Futuristischer Dub – 1:03
5. Sado-Masodub – 3:11
6. Liebesdub – 1:29
7. Spionagedub – 2:12
8. Mikrobendub – 1:46
9. Gastarbeiterdub – 2:47
10. Rivieradub – 2:46
11. Lünebest – 1:58

### Musiciens
- Blixa Bargeld : chant, guitares, effets sonores
- N.U. Unruh : percussions, chant
- F.M. Einheit : percussions, chant